# والسترونا
والسترونا (به ایتالیایی: Valstrona) یک کومونه در ایتالیا است که در استان وربانو-کوزیو-اوسولا واقع شده‌است.

## خصوصیات
والسترونا ۴۸٫۸ کیلومترمربع مساحت و ۱٬۲۸۶ نفر جمعیت دارد.